# Столнічень-Прежеску (комуна)
Столнічень-Прежеску, Столнічені-Прежеску (рум. Stolniceni-Prăjescu) — комуна у повіті Ясси в Румунії. До складу комуни входять такі села (дані про населення за 2002 рік):
- Бретешть (1882 особи)
- Козмешть (2241 особа)
- Столнічень-Прежеску (1494 особи)

Комуна розташована на відстані 311 км на північ від Бухареста, 64 км на захід від Ясс.

## Населення
За даними перепису населення 2002 року у комуні проживали 5617 осіб.
Національний склад населення комуни:
| Національність   | Кількість осіб | Відсоток |
| ---------------- | -------------- | -------- |
| румуни           | 4216           | 75,1%    |
| росіяни-липовани | 1058           | 18,8%    |
| цигани           | 342            | 6,1%     |

Рідною мовою назвали:
| Мова      | Кількість осіб | Відсоток |
| --------- | -------------- | -------- |
| румунська | 4430           | 78,9%    |
| російська | 1056           | 18,8%    |
| циганська | 130            | 2,3%     |

Склад населення комуни за віросповіданням:
| Релігія       | Кількість осіб | Відсоток |
| ------------- | -------------- | -------- |
| православні   | 4119           | 73,3%    |
| старообрядці  | 1076           | 19,2%    |
| римо-католики | 271            | 4,8%     |
| бретрени      | 136            | 2,4%     |